# 共進町
共進町（きょうしんちょう、英: Kyōshin-chō）は横浜市南区の町名。現行行政地名は共進町1丁目から共進町3丁目（字丁目）で、住居表示未実施区域。面積は0.062km2。

## 沿革
1928年（昭和3年）9月1日に中区南吉田町字西川外と蒔田町字堂面・廻り坪・六反目・榎坪・居尻・三反田・門田の各一部から新設され、1～3丁目の字丁目が設けられた。町名は、1913年（大正2年）に当地で横浜勧業共進会が開催されたことを記念してつけられた。1943年に中区から南区が分離した事により、南区共進町となる。1945年5月の横浜大空襲では町の一部が被災した。

## 地理
鎌倉街道（神奈川県道21号横浜鎌倉線）の南側に北東 - 南西に細長い町域を持ち、北東が1丁目となっている。北西の宮元町、南東の東蒔田町・榎町に挟まれ、南西は蒔田町、北東は中村川・首都高速を挟み新川町に接している。横浜市立共進中学校は、隣接する東蒔田町に位置する。全域が標高2～5mの低地で、人口密集地であるが高層住宅は少ない。1丁目と2丁目の境に蒔田商店街がある。

## 世帯数と人口
2025年（令和7年）6月30日現在（横浜市発表）の世帯数と人口は以下の通りである。
| 丁目        | 世帯数    | 人口    |
| ----------- | --------- | ------- |
| 共進町1丁目 | 473世帯   | 853人   |
| 共進町2丁目 | 335世帯   | 475人   |
| 共進町3丁目 | 248世帯   | 382人   |
| 計          | 1,056世帯 | 1,710人 |

### 人口の変遷
国勢調査による人口の推移。
| 年                 | 人口  |
| ------------------ | ----- |
| 1995年（平成7年）  | 1,383 |
| 2000年（平成12年） | 1,471 |
| 2005年（平成17年） | 1,507 |
| 2010年（平成22年） | 1,451 |
| 2015年（平成27年） | 1,552 |
| 2020年（令和2年）  | 1,606 |

### 世帯数の変遷
国勢調査による世帯数の推移。
| 年                 | 世帯数 |
| ------------------ | ------ |
| 1995年（平成7年）  | 610    |
| 2000年（平成12年） | 665    |
| 2005年（平成17年） | 709    |
| 2010年（平成22年） | 696    |
| 2015年（平成27年） | 804    |
| 2020年（令和2年）  | 896    |

## 学区
市立小・中学校に通う場合、学区は以下の通りとなる（2024年11月時点）。
| 丁目        | 番・番地等 | 小学校             | 中学校             |
| ----------- | ---------- | ------------------ | ------------------ |
| 共進町1丁目 | 全域       | 横浜市立日枝小学校 | 横浜市立共進中学校 |
| 共進町2丁目 | 全域       | 横浜市立蒔田小学校 | 横浜市立蒔田中学校 |
| 共進町3丁目 | 全域       | 横浜市立蒔田小学校 | 横浜市立蒔田中学校 |

## 事業所
2021年（令和3年）現在の経済センサス調査による事業所数と従業員数は以下の通りである。
| 丁目        | 事業所数 | 従業員数 |
| ----------- | -------- | -------- |
| 共進町1丁目 | 30事業所 | 174人    |
| 共進町2丁目 | 26事業所 | 98人     |
| 共進町3丁目 | 19事業所 | 95人     |
| 計          | 75事業所 | 367人    |

### 事業者数の変遷
経済センサスによる事業所数の推移。
| 年                 | 事業者数 |
| ------------------ | -------- |
| 2016年（平成28年） | 104      |
| 2021年（令和3年）  | 75       |

### 従業員数の変遷
経済センサスによる従業員数の推移。
| 年                 | 従業員数 |
| ------------------ | -------- |
| 2016年（平成28年） | 622      |
| 2021年（令和3年）  | 367      |

## その他

### 日本郵便
- 郵便番号 : 232-0015[3]（集配局：横浜南郵便局[19]）

### 警察
町内の警察の管轄区域は以下の通りである。
| 番・番地等 | 警察署   | 交番・駐在所 |
| ---------- | -------- | ------------ |
| 全域       | 南警察署 | 通町交番     |